# Harry Bosch
Il detective Hieronymus "Harry" Bosch è un personaggio letterario creato da Michael Connelly, comparso per la prima volta nel romanzo del 1992, La memoria del topo. È il protagonista di una serie di romanzi che sono ambientati nello stesso anno della pubblicazione. Dal 2014 al 2025, è il protagonista delle serie televisive di Amazon Studios Bosch (2014-2021) e Bosch: l'eredità (2023-2025), in cui è interpretato da Titus Welliver.
È abbastanza noto tra i suoi colleghi, ha un passato da veterano nel Vietnam e lavora come detective della omicidi alla polizia di Los Angeles. Il suo nome completo gli è stato dato dalla madre in onore dell'omonimo pittore del XV secolo.

## Biografia del personaggio

### Background
Nato nel 1950, sua madre era una prostituta di Hollywood, che venne uccisa nel 1961 quando Bosch aveva 11 anni. Suo padre, che incontrò più tardi nella sua vita, era un importante avvocato penalista. Ha passato la sua giovinezza con alcune famiglie adottive occasionali e in vari orfanotrofi e centri giovanili dove apprese dell'omicidio della madre. Successivamente Bosch scappò via e, appena maggiorenne, si arruolò nell'esercito americano.
In Vietnam, Bosch, era un topo delle gallerie nella 25ª divisione fanteria - un soldato specializzato il cui lavoro era di avventurarsi nel dedalo di gallerie utilizzate come caserme, ospedali e, in alcuni casi, obitori dai vietnamiti.

### Carriera nella polizia
Dopo essere tornato dal Vietnam entra a far parte della LAPD e nei libri lo troviamo con il grado di Detective III (una posizione che include i ruoli di investigatore e di supervisore ed equivale al ruolo di Sergente).
Durante i suoi anni al LAPD, Bosch lavora nella prestigiosa Divisione Rapine-Omicidi (RHD) per cinque anni, ma viene sbattuto fuori da una investigazione degli Affari Interni che lo trova coinvolto nell'omicidio di un sospetto che viene poi collegato all'omicidio di nove persone. Dopo l'investigazione degli Affari Interni, Bosch viene spedito alla Divisione Omicidi di Hollywood come detective. Ad un certo punto, Bosch lascia il LAPD e lavora come investigatore privato per tre anni. Dopo questo periodo decide di tornare al LAPD e viene assegnato alla fittizia unità Casi Aperti-Irrisolti, una squadra che lavora ai cosiddetti cold case. Bosch si trasferisce dall'unità Casi Aperti-Irrisolti alla Divisione Omicidi Speciali dopo il romanzo La ragazza di polvere.
Durante la permanenza al LAPD, Bosch lavora con Jerry Edgar, Frankie Sheehan alla Divisione Omicidi di Hollywood (il suo partner al RHD, successivamente assassinato), Kizmin 'Kiz' Rider e altri membri alla Divisione Omicidi di Hollywood.
Ne La ragazza di polvere, Bosch ha ancora una volta come partner Rider, mentre Edgar rimane alla divisione Omicidi di Hollywood. Bosch rimane partner di Rider fino al suo trasferimento all'ufficio del capo dopo essere stata ferita nel romanzo Il cerchio del lupo.
Ecco, in maniera cronologica, la sua carriera nella polizia:
- "LAPD divisione Hollywood, Divisione Rapine-Omicidi" (con partner Jerry Edgar)
- "LAPD divisione Hollywood, Divisione Omicidi" (con partner Jerry Edgar e altri)
- "LAPD RHD Unità casi Aperti-Irrisolti" (con partner Kizmin 'Kiz' Rider)
- "LAPD RHD Unità Speciale Omicidi" (con partner Ignacio 'Iggy' Ferras)
- "SFPD Unità di Riserva" (con partner Bella Lourdes e altri)

Tra i passaggi da una "sezione investigativa" all'altra abbiamo degli anni in cui Bosch non fa effettivamente parte della polizia. Ciò succede, per esempio, in uno dei tanti anni passati alla Divisione Omicidi di Hollywood, quando il detective viene temporaneamente sospeso dal servizio. Inoltre, per circa un paio di anni, Bosch non lavora più presso il LAPD ma lavora privatamente come investigatore. Questo allontanamento avviene prima di approdare all'Unità casi Aperti-Irrisolti. Infine, dopo il definitivo pensionamento dal LAPD, lavora come detective part time presso il SFPD di San Fernando, che è poi costretto ad abbandonare definitivamente per motivi disciplinari.

### Caratteristiche personali
In tutti i libri, Bosch vive in una casa in pendenza sulla strada Woodrow Wilson sulle colline di Hollywood. I soldi utilizzati da Bosch per la costruzione della casa provengono dalla produzione di una miniserie TV in cui un attore (l'immaginario Dan Lacey) interpreta il ruolo di Bosch in un caso al quale il detective ha lavorato in passato e che coinvolge un serial killer; per la realizzazione di questa serie Bosch ha anche fornito la consulenza tecnica come esperto del LAPD. La sua casa, danneggiata durante il terremoto Northridge poco prima del libro L'ombra del coyote, è stata demolita e ricostruita sempre sulla stessa strada, di fronte alla valle.

### Le donne
Bosch ha un'intensa vita amorosa; ha avuto relazioni con colleghe poliziotto e con civili, solitamente si interessa di una sola donna per libro. Bosch ha anche una figlia, Maddie. Le figure femminili maggiormente presenti nella vita del detective sono due:
- Eleanor Wish, ex moglie dalla quale ha avuto la sua unica figlia, agente dell'FBI poi giocatrice di poker professionista uccisa ad Hong Kong
- Rachel Walling, agente FBI che prima ancora aveva avuto una relazione con il giornalista Jack McEvoy.

La prima la si trova soprattutto nei primi romanzi con Bosch protagonista. Bosch conosce invece Rachel Walling durante un'indagine nella quale collaborano (nel libro Il poeta è tornato).

### I partner
Bosch ha lavorato con vari detective e/o agenti, ma i partner principali sono:
- Jerry 'Jed' Edgar (nella "Divisione Omicidi Hollywood" del LAPD)
- Kizmin 'Kiz' Rider (nella "Divisione Omicidi Hollywood" del LAPD e nella "Unità Casi Aperti-Irrisolti" del LAPD)
- Rachel Walling (protagonista in un solo romanzo, ma presente anche come co-protagonista, nel ruolo di fidanzata ed aiutante di Bosch per alcuni casi difficili, in altri libri)
- David Chu (nella "Unità Casi Aperti-Irrisolti" del LAPD)
- Lucia Soto (nella "Unità Casi Aperti-Irrisolti" del LAPD)
- Bella Lourdes (al SFPD)
- Renée Ballard (nela "Unità crimini irrisolti" del  LAPD e in varie occasioni)

## Caratteristiche fisiche ed esperienze
Il motto personale di Bosch è: Tutti contano o non conta nessuno. È il suo più importante tratto distintivo, descrive la sua motivazione a trovare la verità in ogni caso, non importa quali saranno le conseguenze né la natura delle vittime.
Alcune delle caratteristiche più significative di Bosch che allo stesso tempo definiscono il personaggio sono:
- Per quanto riguarda l'aspetto fisico, Bosch ha i baffi e capelli castani, ormai brizzolati. Gli occhi sono marroni, quasi neri, e sono stati citati spesso per questo motivo ne Il buio oltre la notte. Connelly dà un buon indizio per come immaginare Bosch, quando, ne La città buia, Walling dice a Bosch: "Sembri House" (l'attore Hugh Laurie).
- Bosch è mancino (Ghiaccio nero).
- Sua madre era una prostituta e la sua uccisione avvenuta nel 1961, quando Harry aveva 11 anni, è stata la chiave della sua determinazione a diventare un detective della omicidi (L'ombra del coyote).
- Ha un diploma G.E.D. (La ragazza di polvere)
- Una volta ha rubato la Chevrolet Corvette del suo padre adottivo; catturato è stato rispedito alla comunità giovanile (La ragazza di polvere).
- Indossa la sua arma (una Smith & Wesson 5906 semiautomatica fino al romanzo La città buia, nel quale invece è dotato di una Kimber Ultra Carry) sul fianco sinistro quando non si aspetta una situazione pericolosa, nei casi in cui invece si presenta una situazione potenzialmente rischiosa, la indossa in una fondina sul fianco destro, con la base rivolta in avanti (Il buio oltre la notte e La ragazza di polvere).
- Ha una pistola Heckler & Koch P7 in Lame di luce, e una Glock 27 in Il poeta è tornato.
- È appassionato di jazz (si riscontra in tutti i romanzi in cui appare).
- È uno degli ultimi detective che hanno studiato l'ipnosi nel LAPD (La memoria del topo).
- È l'unico membro della sua classe in accademia che ancora lavora per il LAPD (La ragazza di polvere).
- Ha lavorato per il LAPD per oltre 30 anni
- Nei romanzi in cui Bosch è membro del LAPD la narrazione è in terza persona; in quelli in cui lui è investigatore privato la narrazione è in prima persona, sia nella versione originale che nella traduzione italiana.
- Bosch si è fatto tatuare HOLD FAST sulle sue nocche quando aveva sedici anni. (La città delle ossa e Il poeta è tornato), ma il suo istruttore durante il campo di allenamento base per l'esercito obiettò che quello era il motto della marina militare. A Bosch venne ordinato di dare pugni al muro finché le sue nocche non sanguinarono. Quando le cicatrici si rimarginarono gli venne ordinato di farlo nuovamente, così alla fine si ritrova cicatrici dove erano presenti i tatuaggi (La città delle ossa).
- Bosch ha il tatuaggio di un ratto stilizzato sulla spalla destra, che indica il suo tempo passato come topo delle gallerie durante la guerra del Vietnam (La memoria del topo e La ragazza di polvere).
- Il suo soprannome durante la guerra del Vietnam era Harakiri Bosch (La città buia).
- Harry era un buon atleta tanto che uno dei suoi padri adottivi lo scelse credendo che il suo forte braccio sinistro avrebbe offerto un buon potenziale per una carriera da lanciatore professionista nel baseball (L'ombra del coyote).
- A Harry piace particolarmente bersi una buona birra quando torna a casa, specialmente la Anchor Steam.
- Se avesse utilizzato il cognome del padre si sarebbe chiamato Harry Haller, il nome del protagonista del romanzo Il lupo della steppa di Hermann Hesse.[1]
- Harry ha due fratellastri (Connelly lo racconta in Ghiaccio nero) uno dei quali, Michael Haller, è il protagonista di Avvocato di difesa. Connelly racconta, sempre in Ghiaccio nero, che Bosch intravede il fratellastro al funerale del padre, J. Michael Haller, noto penalista. I due fratellastri si incontrano in La lista, dove collaborano ad un'indagine. I due sono partner stabili in diversi altri romanzi.
- Bosch si ammala di una forma non grave di leucemia in seguito ad un caso di furto di cesio, come risulta in La fiamma nel buio.

## Romanzi
| Romanzo                                                        | Partner                                                                                                  | Interesse romantico              | Occupazione                          | Livello                                        |  |
| -------------------------------------------------------------- | --- | -------------------------------- | ------------------------------------ | ---------------------------------------------- |  |
| La memoria del topo (The black echo) - (1992)                  | Det. Jerry 'Jed' Edgar; Agente speciale FBI Eleanor Wish                                                 | Eleanor Wish                     | LAPD divisione Hollywood             | Detective III                                  |  |
| Ghiaccio nero (The black ice) - (1993)                         | Det. Jerry 'Jed' Edgar; Ufficiale Carlos Aguila della polizia di stato messicana                         | Dr. Teresa Corezon, Sylvia Moore | LAPD divisione Hollywood             | Detective III                                  |  |
| La bionda di cemento (The Concrete Blonde) - (1994)            | Det. Jerry 'Jed' Edgar; RHD Det. Frankie Sheehan                                                         | Sylvia Moore                     | LAPD divisione Hollywood             | Detective III                                  |  |
| L'ombra del coyote (The Last Coyote) - (1995)                  | - | Jasmine "Jazz" Corian            | Sospeso temporaneamente dal LAPD     | -                                              |  |
| Musica dura (Trunk Music) - (1997)                             | Det. Jerry 'Jed' Edgar; Det. Kizmin 'Kiz' Rider; Agente speciale FBI Roy Lindell                         | Eleanor Wish                     | LAPD divisione Hollywood             | Detective III                                  |  |
| Il ragno (Angels Flight) - (1999)                              | Det. Jerry 'Jed' Edgar; Det. Kizmin 'Kiz' Rider; IAD Det. John Chastain; Agente speciale FBI Roy Lindell | Eleanor Wish                     | LAPD divisione Hollywood             | Detective III                                  |  |
| Il buio oltre la notte (A Darkness More Than Night) - (2001)   | Agente speciale FBI Terry McCaleb                                                                        | -                                | LAPD divisione Hollywood             | Detective III                                  |  |
| La città delle ossa (City of Bones) - (2002)                   | Det. Jerry 'Jed' Edgar                                                                                   | Julia Brasher                    | LAPD divisione Hollywood             | Detective III                                  |  |
| Lame di luce (Lost Light) - (2003)                             | Agente speciale FBI Roy Lindell; ex Det. Lawton 'Law' Cross                                              | Eleanor Wish                     | Ritirato dal LAPD                    | Investigatore privato                          |  |
| Il poeta è tornato (The Narrows) - (2004)                      | Agente speciale FBI Rachel Walling                                                                       | Rachel Walling                   | Ritirato dal LAPD                    | Investigatore privato                          |  |
| La ragazza di polvere (The Closers) - (2005)                   | Det. Kizmin 'Kiz' Rider                                                                                  | Vicki Landreth                   | LAPD RHD Unità casi Aperti-Irrisolti | Detective III                                  |  |
| Il cerchio del lupo (Echo Park) - (2006)                       | Det. Kizmin 'Kiz' Rider; Agente speciale FBI Rachel Walling                                              | Rachel Walling                   | LAPD RHD Unità casi Aperti-Irrisolti | Detective III                                  |  |
| La città buia (The Overlook) - (2007)                          | Det. Ignacio 'Iggy' Ferras; Agente speciale FBI Rachel Walling                                           | Rachel Walling                   | LAPD RHD Unità speciale omicidi      | Detective III                                  |  |
| Il respiro del drago (9 Dragons) - (2009)                      | Det. Ignacio 'Iggy' Ferras                                                                               | Eleanor Wish                     | LAPD RHD Unità speciale omicidi      | Detective III                                  |  |
| La caduta (The drop) - (2011)                                  | Det. David Chu                                                                                           | Hannah Stone                     | LAPD RHD Unità casi aperti/irrisolti | Detective III                                  |  |
| La scatola nera (The Black box) - (2012)                       | Det. David Chu                                                                                           | Hannah Stone                     | LAPD RHD Unità casi aperti/irrisolti | Detective III                                  |  |
| La strategia di Bosch (The Burning Room) - (2014)              | Det. Lucia Soto                                                                                          | -                                | LAPD RHD Unità casi aperti/irrisolti | Detective III                                  |  |
| Il passaggio (The Crossing) - (2015)                           | Det. Lucia Soto; collabora con il fratellastro Avvocato Mickey Haller                                    | Nancy Mendenhall                 | In pensione                          | Investigatore privato                          |  |
| Il lato oscuro dell'addio (The Wrong Side Of Goodbye) - (2016) | Det. Bella Lourdes; Det. Danny Sisto                                                                     | -                                | SFPD Unità di riserva                | Detective part-time e investigatore privato    |  |
| Doppia Verità (Two Kinds of Truth) - (2017)                    | Det. Bella Lourdes, ex Det. Jerry 'Jed' Edgar                                                            | -                                | SFPD Unità di riserva                | Detective part-time e consulente investigativo |  |
| La notte più lunga (Dark sacred night) - (2018)                | Det. Renée Ballard                                                                                       | Elizabeth Clayton                | SFPD Unità di riserva                | Detective part-time                            |  |
| La fiamma nel buio (The night fire) - (2020)                   | Det. Renée Ballard                                                                                       | -                                | SFPD Unità di riserva (inattivo)     | In pensione; detective avvocatizio             |  |
| Le ore più buie (The Dark Hours, 2021)                         | Det. Renée Ballard                                                                                       | -                                | In pensione                          | In pensione; detective avvocatizio             |  |
| La stella del deserto (Deserto star, 2022)                     | Det. Renée Ballard                                                                                       | -                                | In pensione                          | Volontario nel LAPD-Unità Crimini Irrisolti    |  |
| Il giorno dell'innocenza (Resurrection Walk, 2021)             | Avvocato Mickey Haller                                                                                   | -                                | Detective avvocatizio                | In pensione; detective avvocatizio             |  |

## Televisione
Dal 2014 è iniziata la produzione di una serie televisiva, Bosch, basata sui romanzi con protagonista Harry Bosch, interpretato da Titus Welliver. Successivamente è stato prodotto lo spin-off Bosch: l'eredità.